# Fraunhofer (cráter)

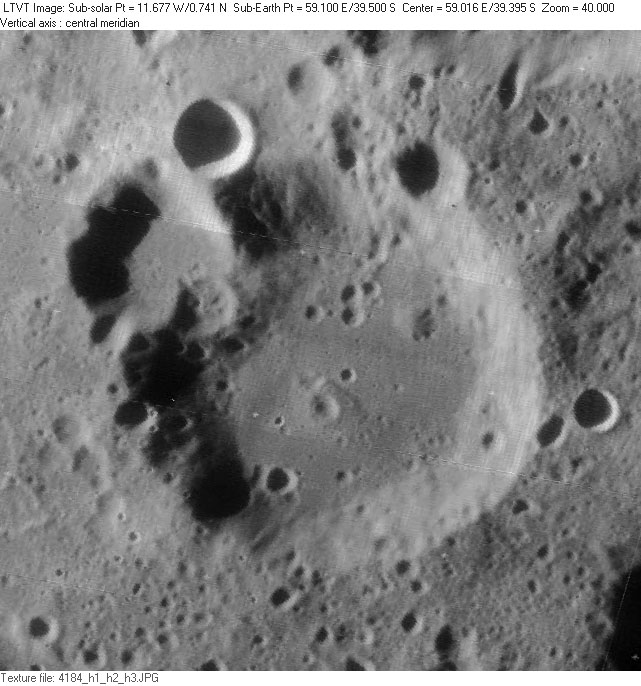
Fotografía de la misión Lunar Orbiter 4

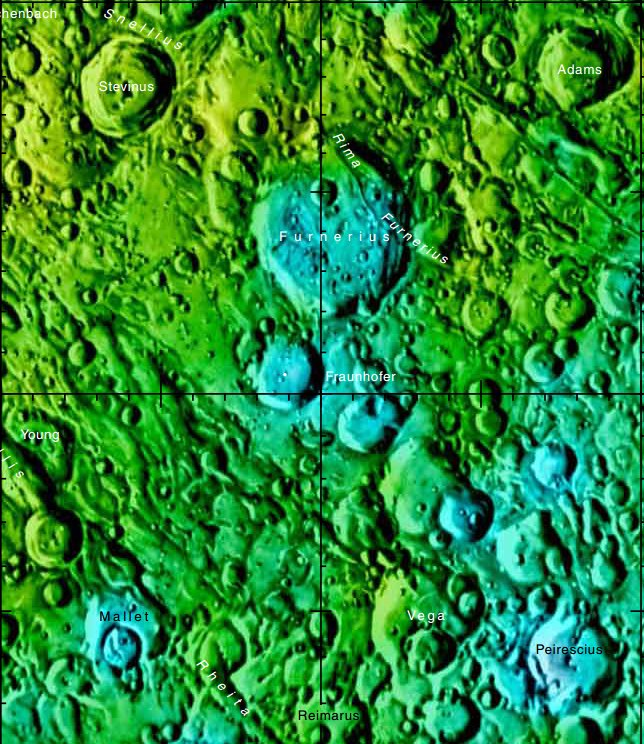
Localización de Fraunhofer. Fotografía de la misión
Lunar Reconnaissance Orbiter

Fraunhofer es un cráter de impacto que se encuentra justo al sursudoeste de la llanura amurallada del cráter Furnerius, en la parte sureste de la Luna. Este cráter aparece en escorzo visto desde la Tierra, aunque en realidad es casi circular.
Este cráter ha sufrido cierta erosión por impactos menores, sobre todo en la parte norte del brocal. El cráter satélite Fraunhofer V se halla en el borde noroeste y ocupa parte de la pared interior. Un par de cráteres más pequeños también se encuentran en el lado norte del borde. El resto del perímetro aparece relativamente intacto, con pequeños cráteres a lo largo de algunas partes de la pared interior. El suelo interior está casi a nivel y se caracteriza por la presencia de varios cráteres pequeños. Los dos tercios meridionales de la planta tienen un albedo ligeramente inferior al de la parte norte.

## Cráteres satélite
Por convención estos elementos son identificados en los mapas lunares poniendo la letra en el lado del punto medio del cráter que está más cerca de Fraunhofer.
| |                               |          |
| \| Fraunhofer \| Coordenadas \| Diámetro \| \| ---------- \| ----------------------------- \| -------- \| \| A \| 39°36′S 61°42′E / -39.6, 61.7 \| 29 km \| \| B \| 41°48′S 67°18′E / -41.8, 67.3 \| 36 km \| \| C \| 42°54′S 64°42′E / -42.9, 64.7 \| 38 km \| \| D \| 43°06′S 69°00′E / -43.1, 69.0 \| 17 km \| \| E \| 43°24′S 61°42′E / -43.4, 61.7 \| 42 km \| \| F \| 41°42′S 59°48′E / -41.7, 59.8 \| 16 km \| \| G \| 38°30′S 58°18′E / -38.5, 58.3 \| 11 km \| \| H \| 40°48′S 61°42′E / -40.8, 61.7 \| 43 km \| \| J \| 42°24′S 63°36′E / -42.4, 63.6 \| 63 km \| \| K \| 42°30′S 69°18′E / -42.5, 69.3 \| 16 km \| \| L \| 42°06′S 68°48′E / -42.1, 68.8 \| 8 km \| \| M \| 40°54′S 65°36′E / -40.9, 65.6 \| 21 km \| \| N \| 40°54′S 64°24′E / -40.9, 64.4 \| 12 km \| \| R \| 43°30′S 68°42′E / -43.5, 68.7 \| 11 km \| \| S \| 43°06′S 69°54′E / -43.1, 69.9 \| 13 km \| \| T \| 37°54′S 55°42′E / -37.9, 55.7 \| 8 km \| \| U \| 40°12′S 65°06′E / -40.2, 65.1 \| 24 km \| \| V \| 39°00′S 58°00′E / -39.0, 58.0 \| 24 km \| \| W \| 39°24′S 62°48′E / -39.4, 62.8 \| 18 km \| \| X \| 39°42′S 60°36′E / -39.7, 60.6 \| 6 km \| \| Y \| 40°12′S 63°00′E / -40.2, 63.0 \| 13 km \| \| Z \| 39°54′S 63°54′E / -39.9, 63.9 \| 14 km \| |                               |          |
| Fraunhofer | Coordenadas                   | Diámetro |
| A | 39°36′S 61°42′E / -39.6, 61.7 | 29 km    |
| B | 41°48′S 67°18′E / -41.8, 67.3 | 36 km    |
| C | 42°54′S 64°42′E / -42.9, 64.7 | 38 km    |
| D | 43°06′S 69°00′E / -43.1, 69.0 | 17 km    |
| E | 43°24′S 61°42′E / -43.4, 61.7 | 42 km    |
| F | 41°42′S 59°48′E / -41.7, 59.8 | 16 km    |
| G | 38°30′S 58°18′E / -38.5, 58.3 | 11 km    |
| H | 40°48′S 61°42′E / -40.8, 61.7 | 43 km    |
| J | 42°24′S 63°36′E / -42.4, 63.6 | 63 km    |
| K | 42°30′S 69°18′E / -42.5, 69.3 | 16 km    |
| L | 42°06′S 68°48′E / -42.1, 68.8 | 8 km     |
| M | 40°54′S 65°36′E / -40.9, 65.6 | 21 km    |
| N | 40°54′S 64°24′E / -40.9, 64.4 | 12 km    |
| R | 43°30′S 68°42′E / -43.5, 68.7 | 11 km    |
| S | 43°06′S 69°54′E / -43.1, 69.9 | 13 km    |
| T | 37°54′S 55°42′E / -37.9, 55.7 | 8 km     |
| U | 40°12′S 65°06′E / -40.2, 65.1 | 24 km    |
| V | 39°00′S 58°00′E / -39.0, 58.0 | 24 km    |
| W | 39°24′S 62°48′E / -39.4, 62.8 | 18 km    |
| X | 39°42′S 60°36′E / -39.7, 60.6 | 6 km     |
| Y | 40°12′S 63°00′E / -40.2, 63.0 | 13 km    |
| Z | 39°54′S 63°54′E / -39.9, 63.9 | 14 km    |